# Ignacio de Landa
Ignacio José de Landa y Escandón Osio, född 30 november 1905 i Tlalpan, Mexico City, var en mexikansk bobåkare. Han deltog vid olympiska vinterspelen 1928 i Sankt Moritz och placerade sig på 11:e plats.